# Жељко Цицовић
Жељко Цицовић (Београд, 2. септембар 1970) је бивши српски фудбалер који је играо као голман.
Цицовић је током своје каријере наступао за само два тима, београдски Рад и шпански Лас Палмас.
За репрезентацију СР Југославије одиграо је 6 мечева. Био је члан тима на Европском првенству 2000.